# Huỳnh Kiến An
Huỳnh Kiến An (sinh năm 1959) là nam diễn viên người Việt Nam, ông bắt đầu sự nghiệp điện ảnh khi đã 40 tuổi và được biết đến với các vai phản diện trong một số phim truyền hình. Năm 2023, với vai phản diện trong bộ phim điện ảnh Đêm tối rực rỡ!, Kiến An giành được hai giải Nam diễn viên chính xuất sắc của Giải thưởng Ngôi Sao Xanh và Liên hoan phim châu Á Đà Nẵng.

## Tiểu sử
Huỳnh Kiến An sinh ngày 4 tháng 10 năm 1959 trong gia đình gốc Hoa tại Quận 11 - Sài Gòn, gia đình ông có truyền thống làm nghề thuộc da, may và kinh doanh túi xách. Sau khi xuất ngũ, ông chuyển sang lực lượng thanh niên xung phong tại Hậu Giang.
Sau này, Kiến An trở về Thành phố Hồ Chí Minh tham gia phong trào văn nghệ quần chúng tại Quận 11, ông trúng tuyển làm ca sĩ của Đoàn Ca nhạc nhẹ Sài Gòn (Đoàn Ca múa nhạc Bông Sen) với số điểm cao nhất, ông từng là tổ trưởng tổ ca sĩ của Đoàn trong thập niên 80. Năm 1984, ông có chuyến lưu diễn ở Nha Trang và gặp được Thu Hoa - người vợ của ông - tại đây. Khi công việc ca hát không mang lại đủ thu nhập, Kiến An chuyển qua nghề may túi da đến khi có chút vốn, gia đình ông mở tiệm cho thuê băng video. Một số người nhận thấy ông có chất giọng tốt và biết tiếng Trung nên gợi ý ông làm thuyết minh phim, ông thực hiện theo là kiêm thêm biên dịch phim Hồng Kông. Cuối cùng, vợ chồng ông mở tiệm cho thuê đồ cưới, vợ ông làm thợ trang điểm còn ông làm thợ chụp hình, ông còn nhận chụp cho các đoàn phim.
Năm 2004, đạo diễn Nguyễn Minh Chung mời ông chụp poster cho phim một tập phim Cổ tích Việt Nam quay ở Bến Tre. Trong hoàn cảnh diễn viên Minh Nhí không thể đến phim trường nên đạo diễn Minh Chung đã nhờ đến Kiến An, dù chỉ là đóng thế nhưng ông đã hóa thân tốt nhân vật quan huyện Thạch trong phần phim cổ tích “Nàng Xuân Hương”. Từ tập phim video này, Kiến An bắt đầu được mời tham gia một số phim truyền hình. Năm 2008, Kiến An có một vai phụ trong bộ phim sitcom Cô gái xấu xí, trong bộ phim này, con gái tham gia đóng vai Huyền Diệu nhỏ.
Năm 2022, Kiến An đảm nhận vai chính điện ảnh đầu tiên diễn ông Toàn trong bộ phim điện ảnh Đêm tối rực rỡ! của đạo diễn Aaron Toronto, vị đạo diễn cảm nhận được khả năng và tâm huyết của Kiến An nên đã sửa đổi kịch bản để đưa nhân vật Toàn trở thành nhân vật phản diện chính của phim, Qua vai diễn này, ông đã giành được hai giải Nam diễn viên chính xuất sắc của Giải thưởng Ngôi Sao Xanh và Liên hoan phim châu Á Đà Nẵng. Cũng từ năm 2022, ông bắt đầu hạn chế đóng phim để tập trung cho gia đình.
Tháng 11 năm 2024, Kiến An đóng nhân vật chính - ông già trong vở kịch “Ông già và biển cả”, đây là lần đầu tiên một vở kịch được kết hợp công nghệ biểu diễn thực tế ảo XR.

## Tác phẩm

### Video - truyền hình
| Năm  | Tựa đề                                      | Hình thức | Vai diễn              | Đạo diễn                        | Chú thích |
| ---- | ------------------------------------------- | --------- | --------------------- | ------------------------------- | --------- |
| 2003 | Cổ tích Việt Nam - tập 15 (Nàng Xuân Hương) | Video     | Quan huyện (đóng thế) | Nguyễn Minh Chung               | [ 10 ]    |
| 2003 | Hướng nghiệp                                |           | Sáu Tẩm               | Châu Huế                        |           |
| 2003 | Cổ tích Việt Nam - tập 16 (Bính và Đinh)    |           |                       |                                 |           |
| 2007 | Kính vạn hoa                                |           | Ba Văn Châu           | Nguyễn Minh Chung và Đỗ Phú Hải |           |
| 2007 | Cổ tích Việt Nam - tập 17 (Kiện cây đa)     | Video     |                       | Nguyễn Minh Chung               | [ 11 ]    |
| 2008 | Cô gái xấu xí                               |           |                       | Nguyễn Minh Chung               |           |
| 2009 | Câu chuyện pháp đình (Phần 1)               |           |                       |                                 |           |
| 2010 | Ám ảnh xanh                                 |           | Sáu Nguyện            | Châu Huế                        |           |
| 2011 | Hoa vàng nơi ấy                             |           |                       | Đinh Đức Liêm                   |           |
| 2011 | Đôi mắt ân tình                             |           |                       |                                 |           |
| 2012 | Cù lao lúa                                  |           | Bảy rắn               | Nguyễn Duy Võ Ngọc              |           |
| 2012 | Đất mặn                                     |           | Vĩnh Nguyên           | Nguyễn Tường Phương             |           |
| 2013 | Váy hồng tầng 24                            |           | Bác sĩ tâm lý         | Nguyễn Minh Chung               |           |
| 2013 | Nữ sát thủ                                  |           | Ông Tín               | Đặng Minh Quang                 |           |
| 2014 | Đam mê nghiệt ngã                           |           |                       | Nguyễn Minh Chung               |           |
| 2015 | Người đứng trong gió                        |           |                       | Bùi Nam Yên                     |           |
| 2015 | Thề không gục ngã                           |           | Hưng                  | Nguyễn Minh Cao                 |           |
| 2016 | Đường chân trời                             |           |                       | Dương Nam Quan                  |           |
| 2016 | Chạm vào danh vọng                          |           |                       | Nguyễn Minh Cao                 |           |
| 2017 | Trần Trung kỳ án                            |           |                       | Bùi Ngọc Nam Phương             |           |
| 2018 | Mộng phù hoa                                |           |                       | Bùi Nam Yên - Trần Quế Ngọc     |           |
| 2018 | Trang trại hoa hồng                         |           | Ba Mạnh               |                                 |           |
| 2018 | Hậu duệ mặt trời                            |           |                       |                                 |           |
| 2020 | Phượng khấu                                 |           | Trương Đăng Quế       | Huỳnh Tuấn Anh                  |           |
| 2022 | Người tình muôn mặt                         | Video     |                       | Thái Trình                      |           |
| 2024 | Sống để yêu thương                          |           | Ông Hùng              | Trần Kamy                       |           |
| 2025 | Mẹ biển                                     |           | Ông Ba Xê             | Nguyễn Phương Điền              |           |

### Điện ảnh
| Năm            | Tựa đề                                        | Vai diễn           | Đạo diễn            | Chú thích |
| -------------- | --------------------------------------------- | ------------------ | ------------------- | --------- |
| 2011           | Rio                                           | Nigel (lồng tiếng) | Carlos Saldanha     |           |
| 2014           | Hương Ga                                      |                    | Cường Ngô           |           |
| 2017           | Sắc đẹp ngàn cân                              | Ông Bá             | James Ngô           |           |
| 2016           | Cô hầu gái                                    | Ông Châu           | Derek Nguyễn        |           |
| 2016           | Nữ đại gia                                    |                    |                     |           |
| 2019           | Tình đầu thơ ngây                             |                    | Nguyễn Tiến Thành   |           |
| 2021           | Gái già lắm chiêu V: Những cuộc đời vương giả | Ông Khanh          | Namcito và Bảo Nhân |           |
| 2021           | Lật mặt: 48h                                  | Ông Khanh          | Lý Hải              |           |
| 2022           | Đêm tối rực rỡ!                               | Ông Toàn           | Aaron Toronto       |           |
| 2022           | Mưu kế thượng lưu                             |                    | Trần Bửu Lộc        |           |
| 2023           | Quỷ cẩu                                       | Thầy pháp          | Lưu Thành Luân      |           |
| 2025           | Tìm xác: Ma không đầu                         |                    | Bùi Văn Hải         |           |
| Đang thực hiện | Con đường vô tận                              | Huỳnh Huyết        | Trần Bảo Sơn        |           |

### Sân khấu
- 2024 - Ông già và biển cả

## Giải thưởng
| Năm  | Giải thưởng                   | Đề cử                        | Hạng mục      | Tác phẩm        | Chú thích |
| ---- | ----------------------------- | ---------------------------- | ------------- | --------------- | --------- |
| 2023 | Liên hoan phim châu Á Đà Nẵng | Nam diễn viên chính xuất sắc | Phim Việt Nam | Đêm tối rực rỡ! | [ 6 ]     |
| 2023 | Giải thưởng Ngôi sao xanh     | Nam diễn viên chính xuất sắc | Điện ảnh      | Đêm tối rực rỡ! | [ 12 ]    |